# Ian McDonald (musicien)
Pour les articles homonymes, voir Ian McDonald et MacDonald.
Ian McDonald, né le 25 juin 1946 à Osterley dans le Middlesex et mort le 9 février 2022 à New York, est un musicien et producteur britannique, surtout connu pour sa participation à la création de King Crimson en 1969 et de Foreigner de 1976 à 1979. C'est un musicien multi-instrumentiste, reconnu pour ses talents de saxophoniste et flûtiste, il joue également de la guitare et des claviers.

## Biographie
Ian McDonald sert pendant cinq ans dans l'armée britannique en tant que musicien.
À l'automne 1968, avec sa petite amie de l'époque Judy Dyble, ex-membre de Fairport Convention, il rejoint le trio Giles, Giles & Fripp, qui devient un peu plus tard le groupe King Crimson. Il participe à l’enregistrement du premier album du groupe In the Court of the Crimson King (1969). La même année, le batteur Michael Giles et lui quittent le groupe, trouvant que Robert Fripp le conduit dans des directions trop sombres.
Ian et Michael forment un duo éphémère qui ne sort qu'un album, McDonald and Giles, en 1971.
Ian McDonald retrouve King Crimson en 1974, lorsqu'Il est invité à jouer du saxophone sur l'album Red. Sa réintégration en tant que membre à part entière est envisagée, mais Robert Fripp préfère dissoudre le groupe.
Ian McDonald fonde Foreigner en 1976 avec Mick Jones, ancien guitariste de Spooky Tooth, il y joue de la guitare, des cuivres et des claviers et on le retrouve sur les trois premiers albums du groupe.
En tant que musicien de session, il apparaît au saxophone sur le titre Get it On de T. Rex avec Rick Wakeman au piano. Ian joue aussi sur des albums de Linda Lewis, Christine Harwood en 1970 pour son premier disque Nice To Meet Miss Christine avec Peter Banks de Yes et David Lambert des Strawbs.
Il est également producteur pour Fruupp, Darryll Way’s Wolf et Fireballet.
Il accompagne Steve Hackett sur l'album Genesis Revisited et en concerts sur The Tokyo Tapes, alors qu'il revisite des titres de Genesis et King Crimson, en compagnie du bassiste chanteur John Wetton, lui-même un ancien de King Crimson, du batteur Chester Thompson et du claviériste Julian Colbeck.
En 1999, il sort un album solo : Drivers Eyes, avec Steve Hackett, John Wetton, Lou Gramm de Foreigner, Peter Frampton, Michael Giles ex-King Crimson, Gary Brooker, etc.
En 1997, la sortie du coffret 4 CD Epitaph, composé d'enregistrements live rares du King Crimson de 1969, ravive l'intérêt du public pour les premiers morceaux de King Crimson. Le groupe 21st Century Schizoid Band voit donc le jour en 2002 et plusieurs tournées suivent, desquelles seront tirée des albums live. D’anciens membres de King Crimson font partie de l’aventure : Michael Giles à la batterie et aux percussions, son frère Peter Giles à la basse, Ian McDonald au saxophone, flûte et claviers, Mel Collins aussi au saxophone alto / ténor, flûte et claviers ainsi que Jakko Jakszyk (de Level 42) à la guitare et au chant. Après la première tournée, Michael Giles est remplacé par un autre ancien batteur de King Crimson : Ian Wallace.
Le 14 mai 2010, au Sherman Theatre de Stroudsburg en Pennsylvanie ainsi que le lendemain au Trump Taj Mahal Casino Resort à Atlantic City au New Jersey, Ian fait une apparition surprise durant les concerts de la tournée réunissant Keith Emerson et Greg Lake. Il  joue ainsi de la flûte traversière et partage le chant avec Greg pendant la chanson I Talk to the Wind, il joue aussi un solo de flûte durant la chanson Lucky Man.
Il meurt le 9 février 2022 à New York à l'âge de 75 ans, des suites d'un cancer.

## Discographie

### King Crimson

#### Albums studio
- In the Court of the Crimson King (1969)
- Red (1974) - Saxophone alto en tant que musicien invité.

#### Album live
- Epitaph - (1997) - Coffret 4 CD

#### Compilations
- A young person's guide to King Crimson (1976) - Double album
- The Compact King Crimson - (1986)
- Heartbeat: The Abbreviated King Crimson - (1991)
- Frame by Frame: The Essential King Crimson - Coffret 4 CD
- Sleepless: The Concise King Crimson - (1993)
- Cirkus: The Young Persons' Guide to King Crimson Live - (1999) - Double album
- The 21st Century Guide to King Crimson – Volume One – 1969–1974 - (2004) - Coffret 4 CD
- The Condensed 21st Century Guide To King Crimson (2006) - Double album
- The Elements of King Crimson - (2014)

### McDonald & Giles
- McDonald and Giles (1971) - Avec Steve Winwood.

### Foreigner
- Foreigner (1977)
- Double Vision (1978)
- Head Games (1979)
- Classic Hits Live/Best of Live (1993)

### Participations

#### Christine Harwood
- Nice To Meet Miss Christine (1970) - Avec aussi Peter Banks, David Lambert, Tommy Eyre et Peter York.

#### Keith Tippett's Centipede
- Septober Energy (1971) - Produit par Robert Fripp.

#### T. Rex
- Electric Warrior (1971) - Joue sur Get it on (Bang a gong) - Rick Wakeman au piano sur Get It On.

#### Keith Christmas
- Brighter Day (1974) - Produit par Greg Lake et Peter Sinfield, Ian McDonald piano électrique.

#### Herbie Mann
- London Underground (1974) - Saxophone alto, avec aussi Albert Lee, Mick Taylor, Stéphane Grappelli, etc.

#### Ian Lloyd
- Ian Lloyd (1976) - Ian McDonald saxophone, flûte, piano, percussions sur 8 chansons, avec aussi Mick Jones.

#### Artistes Variés
- To Cry You a Song: A Collection of Tull Tales (1996) - Album hommage à Jethro Tull.

#### Steve Hackett
- Genesis Revisited (1997)
- The Tokyo Tapes (1998)
- Darktown (1999) - Saxophone.
- To Watch The Storm (2003) - Saxophone sur Brand New.

#### Solo
- Driver's Eyes (1999) - Avec Steve Hackett, John Wetton, Michael Giles, Lou Gramm, Peter Frampton, Gary Brooker, etc.

#### John Wetton
- Hazy Monet Live In New York City May 27, 1997 (1999) - Flûtes, chœurs.
- Welcome to Heaven / Sinister (2000) - Flûte sur E-SCAPE.

#### Giles, Giles & Fripp
- The Brondesbury Tapes (2001)
- Metamorphosis (2001)

#### 21st Century Schizoid Band
- Official Bootleg V.1 (2002)
- Live in Japan (2003)
- Live in Japan (2003) (DVD)
- Live in Italy (2003)
- Pictures Of A City — Live in New York (2006)

#### Waking in the Blue
- Isn't It Pretty to Think So (2003)

#### Ian Wallace
- Happiness With Minimal Side Effects (2003) - Flûte sur Bad Boy et The spotlight.

#### Icon
- Icon (2006) - Flûte, avec aussi Richard Palmer-James, Larry Fast, John Mitchell, Annie Haslam, etc.

#### Judy Dyble
- Talking with strangers (2009) - Avec Robert Fripp - Reprend C'est la vie de Greg Lake.

#### Asia
- Spirit Of The Night: The Phoenix Tour Live In Cambridge 2009 (2011)

#### Honey West
- Bad Old World (2017)

#### Third International (2017)
- Beautiful accident - Saxophone, flûte et percussions.

### Production
- Linda Lewis : Say No More (1971)
- Darryl Way's Wolf : Canis Lupus (1973) - Piano et tambourin sur Isolation Waltz.
- Fruupp : Modern Masquerades (1974) - Saxophone alto, cor français, percussions.
- Fireballet : Night on Bald Mountain (1975) - Flûte, saxophone alto.
- Ian Lloyd : 3WC (Third Wave Civilization) (1980) - Coproduction sur Trouble.
- Steve Taylor : On the Fritz (1985) - Saxophone alto, guitares, percussions, claviers.
- Nari Matsuura : Pianist (1997) - Coproduction
- Park Stickney : Action Harp Play Set (2000) - Guitare sur I Talk to the Wind

## Référence
- * Ian McDonald en concert avec Keith Emerson & Greg Lake : http://www.radioswissclassic.ch/en/music-database/musician/104207f8aae90f36b06a4a8fac7c11b6f4895d/biography